# Punta Duclos
La punta Duclos (51°32′S 58°03′O / -51.533, -58.050) se encuentra en el noreste de la isla Soledad del archipiélago de las Malvinas. Administrativamente pertenece al departamento Islas del Atlántico Sur de la provincia de Tierra del Fuego, Antártida e Islas del Atlántico Sur.
Esta punta se ubica al fondo de la bahía de la Anunciación, y junto con la punta Lamarche, marca la entrada del puerto Johnson al  que cierra por el sur. Además, se encuentra al este del  Puerto Soledad (ó Pto. San Luis) y al norte de la rada Ciervo y la isla Larga.
Como muchos topónimos de la zona de la Bahía de la Anunciación, su nombre es de origen francés, y recuerda al capitán Nicolas Pierre Duclos-Guyot de la expedición de Louis Antoine de Bougainville, que arribó a la isla Soledad en enero de 1764.